# Haworthia opalina
Haworthia opalina är en grästrädsväxtart som beskrevs av M. Hayashi. Haworthia opalina ingår i släktet Haworthia och familjen grästrädsväxter. Inga underarter finns listade i Catalogue of Life.